# Francisco de Rocamora y Rocamora
Francisco de Rocamora y Rocamora fue el IV Señor de Benferri, de Puebla de Rocamora y de La Granja.
Nacido en Orihuela, Francisco de Rocamora pasó a ser el IV señor de Benferri y de Puebla de Rocamora y de La Granja a causa de la muerte sin descendencia de su hermano Pedro, III Señor. Francisco era el segundogénito del II señor Juan de Rocamora y Vázquez y de Leonor de Rocamora.
Francisco se desposó con Beatriz Juana Ruiz, matrimonio del que nacieron dos hijos. El primogénito, llamado Luis, falleció en la infancia, pasando a ser desde entonces el nuevo heredero el segundogénito llamado Juan José, que posteriormente sería el V Señor.

## Matrimonio y descendencia
De la unión matrimonial de Francisco de Rocamora y de Beatriz Juana Ruiz nacieron:
- Luis de Rocamora y Ruiz (heredero fallecido)

- Juan José de Rocamora y Ruiz V señor de Benferrip, de Puebla de Rocamora y de La Granja.